# NGC 423
NGC 423 est une galaxie lenticulaire située dans la constellation du Sculpteur. NGC 426 a été découverte par l'astronome britannique John Herschel en 1835.

## Caractéristiques
Sa vitesse par rapport au fond diffus cosmologique est de 1 345 ± 21 km/s, ce qui correspond à une distance de Hubble de 19,8 ± 1,4 Mpc (∼64,6 millions d'al).
NGC 423 présente une large raie HI.

## Trou noir supermassif
Une étude  réalisée en 2007  auprès de 90 galaxies de type Seyfert 2 utilisant la dispersion des vitesses a permis d'estimer la masse des trous noirs supermassifs centraux de celles-ci. Pour NGC 423, la masse du trou noir est égale à 44,7 × 106 {\displaystyle M_{\odot }} (107,65).